# Kvásek
Kvásek je označení pro kypřicí složku kynutého těsta. Obvykle je míněna směs pekařského droždí s moukou, případně cukrem, rozmíchaná ve vlažném mléce nebo pouze vodě.[zdroj?] V tomto smyslu používala pojem kvásek už Magdalena Dobromila Rettigová.
Mouka a cukr slouží jako živný substrát pro kvasinky z droždí, které se v teplé tekutině aktivují. Kromě toho rozpuštěním se snadněji zajistí rovnoměrné rozmíchání kvasinek ve výsledném těstě.
Stejné označení se však (ne zcela správně) jako zdrobnělina používá i pro pekařský kvas, pokud je připravován v malém objemu. Kvas však slouží nejen ke kypření, ale i k okyselení těsta. Kromě toho produkuje řadu aromatických látek, které vytvářejí typickou chuť a aroma kvasového chleba.